# 네링소경두더지쥐
네링소경두더지쥐(Spalax nehringi)는 소경쥐과에 속하는 설치류의 일종이다. 아르메니아와 조지아 그리고 터키에서 발견된다.